# Sanya Richards-Ross
Sanya Richards-Ross, ameriška atletinja, * 26. februar 1985, Kingston, Jamajka.
Nastopila je na olimpijskih igrah v letih 2004, 2008 in 2012 ter osvojila tri zaporedne naslove olimpijske prvakinje v štafeti 4×400 m ter zlato in bronasto medaljo v teku na 400 m. Na svetovnih prvenstvih je v štafeti 4×400 m osvojila štiri zlate in eno srebrno medaljo, v teku na 400 m pa po eno zlato in srebrno medaljo.